# Joliet (Dateisystem)
Joliet ist ein Dateisystem von Microsoft für CD-ROMs. Es wurde nicht als Erweiterung des ISO-9660-Standards definiert, sondern basiert auf den Datenstrukturen von ISO 9660, die anders als im Standard interpretiert werden. Da das Joliet-Dateisystem eigenständig und ohne logische Verbindung neben dem ISO-9660-Dateisystem steht, besteht im Gegensatz zu Rockridge keine Verbindung zwischen den Dateinamen in ISO 9660 und Joliet. 
Im Joliet-Dateisystem darf ein Dateiname bis zu 64 Zeichen lang sein, ein Pfadname darf inklusive Dateiname nicht länger als 120 Zeichen sein. Dateinamen dürfen, im Gegensatz zu ISO 9660, Groß- und Kleinbuchstaben sowie Unicode-Zeichen beinhalten.
CDs im Joliet-Format enthalten zwei Dateisysteme: ein echtes ISO-9660-Dateisystem für die Wahrung der Kompatibilität und das eigentliche Joliet-System. Üblicherweise verweisen die Dateiinhalte auf dieselben Bereiche des Mediums, sind also physisch nur einmal vorhanden. Über die dabei gemeinsam verwendeten Blocknummern könnten theoretisch Verbindungen bei den Dateinamen im Joliet- und ISO-9660-Bereich hergestellt werden, diese Verknüpfung ist jedoch bei leeren Dateien nicht möglich.
Unterstützt wird das Joliet-Format von Windows-, OS/2- und UNIX-basierenden Betriebssystemen (einschließlich macOS), wogegen man beispielsweise für ältere Macintosh-Betriebssysteme externe Hilfe benötigt (siehe unten).